# 警察戰術單位
警察戰術單位（英語：Police Tactical Unit；缩写：PTU），又稱特種警察、特警隊，是指經過訓練和裝備的警察專門單位，可以處理超出普通執法單位解決能力的暴力程度或暴力風險。警察戰術單位的任務包括槍戰、對峙、解救人質和反恐等高風險行動，並搜索、逮捕或消滅危險的武裝人員。

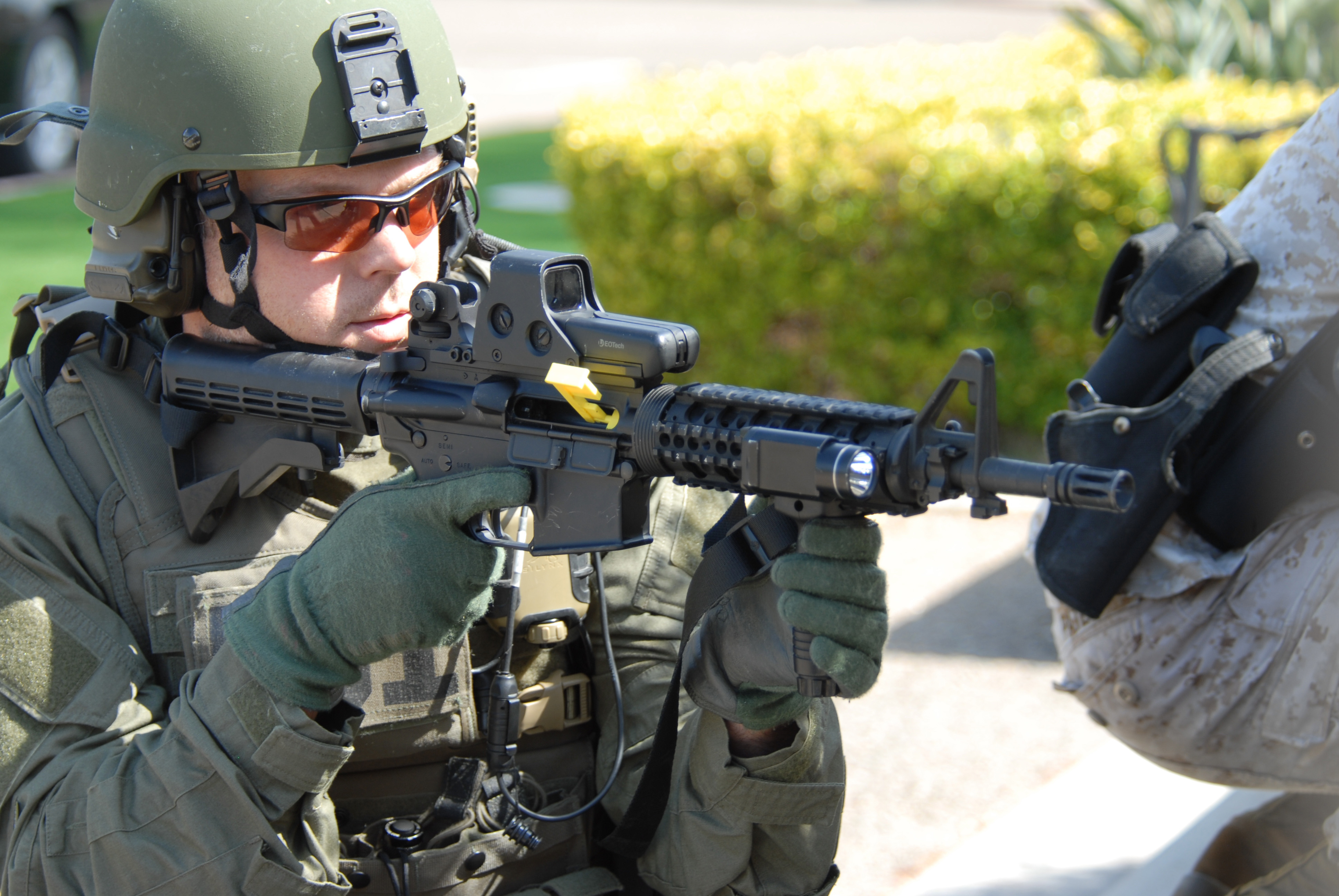
參與「阿茲特克之怒」演習的聯邦調查局特種武器和戰術部隊成員

## 定義
警察戰術單位可以是隸屬於文職官員領導下的警察部隊，也可以是隸屬於內政部門領導下的憲兵部隊。其他政府機構也會設立具有類似任務的專門單位，例如邊境警衛隊、海岸警衛隊、海關、監獄都有處理重大暴力事件的戰術單位。
警察戰術單位是專門的組織，由經過挑選並接受戰術技能訓練的人員組成，以履行該單位的職責，並使用武力，包括致命武力。警察戰術單位配備專門的警用和軍用的裝備，警察戰術單位的人員也可能接受危機談判技能訓練。

## 外文术语
在北美，一些学术文献常用“警察准军事单位”（Police Paramilitary Units）这一词语来指代警察战术单位。在美国，这些单位通常被称为“特種武器和戰術部隊”（Special Weapons And Tactics），这个名称源自于20世纪60年代的費城警察局和洛杉磯警察局。而在澳洲和紐西蘭，则采用“警察战术小组”（Police Tactical Group）来称呼这类单位。在英国，这类单位多被称作“枪械单位”（Firearms Unit）。其他欧洲国家有时使用“特种干预单位”（Special Intervention Unit）这一称谓，专指那些负责应对危机情况的执法单位。

## 特徵
警察戰術單位與軍事特種部隊有許多相似之處，例如組織、選拔、訓練，而且女性成員很少，在某些反恐行動中，例如解救人質，警察戰術單位與軍事特種部隊的方式和武力都有顯著的趨同性。但除了反恐，警察戰術單位與軍事特種部隊的功用還是有所不同，軍事特種部隊會對敵方戰鬥人員使用最大允許的武力，而警察戰術單位是使用足以製服犯罪嫌疑人的最小武力為主，包括談判，並遵守國內法律和警械規範。

## 各地的特種警察

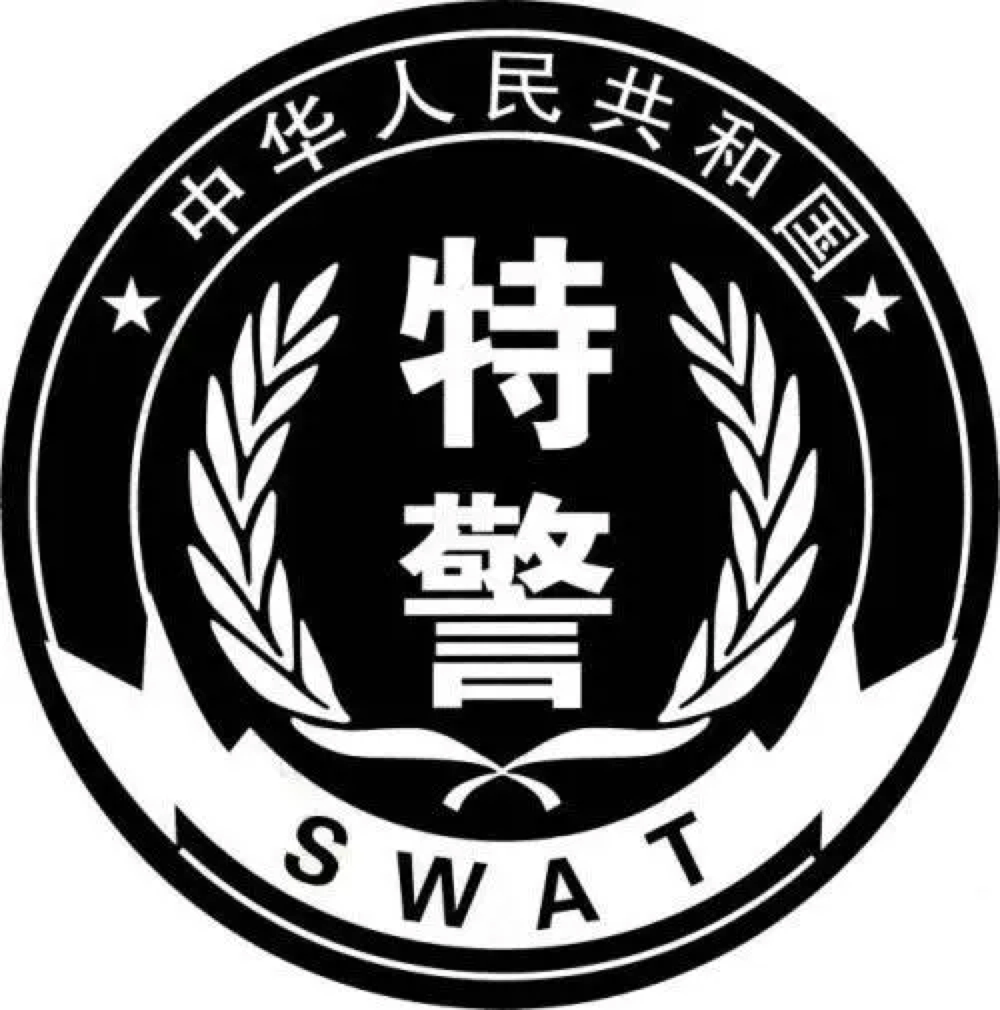
中国特警徽章

在中国大陆，公安机关特警单位和司法行政机关监狱特警单位均属于人民警察编制。而人民武装警察部队的特战单位，由于其成员为现役军人，通常被归类为军事特种部队而非特种警察。
在台湾，特种警察主要包括内政部警政署下属的维安特勤队以及各地方警局的霹雳小组。海巡署还设有专门的海巡特勤队。另外，隶属于国防部的宪兵特勤队虽然负责反劫机、反破坏、反劫持等执法任务，但由于其军事属性，通常也被视为军事特种部队。
德国的GSG 9常被误认为是军事特种部队，但实际上，它是隶属于联邦执法机构的特种警察单位。与此同时，德国16个联邦州的警方各自配备了一支特别行动突击队，负责处理大部分的特警任务。
美国的特种警察体系非常多元，从聯邦執法機關、州警察、公路巡逻队，到数千个城市、郡縣、城镇的警察部门或治安官办公室，都设有属于自己的战术单位。
在英国，特种警察主要由警察部门的枪械单位组成，比如著名的伦敦警察厅特种枪械司令部。英国其他的警察部队也设有自己的武装反应单位。
法国的特种警察主要包括国家警察和国家宪兵的战术单位，如RAID、GIGN等部队。

### 書目
- Katz, Samuel M. . Hong Kong: Concord Publication Company. 1995. ISBN 9623616023.
- Lippay, Christopher.  English. Stumpf + Kossendey, Edewecht. 2021  [2024-04-07]. ISBN 9783964610447. （原始内容存档于2024-10-04）.
- Metzner, Frank; Friedrich, Joachim.  [Police-Special units of Europe History-Tasks-Operations]. Stuttgart: Motorbuch Verlag. 2002. ISBN 9783613022492 （德语）.